# Bạn trai tôi là Hồ Ly
Bạn trai tôi là Hồ Ly (Hangul: 구미호뎐,  Romaja quốc ngữ: Gumihodyeon) là bộ phim truyền hình Hàn Quốc ra mắt năm 2020, với sự tham gia của Lee Dong-wook, Jo Bo-ah và Kim Bum. Bộ phim được khởi chiếu trên đài truyền hình tvN của Hàn Quốc vào mỗi thứ Tư và thứ Năm vào lúc 22:50 (KTS) hàng tuần từ ngày 7 tháng 10 đến ngày 3 tháng 12 năm 2020.
Tại Việt Nam  bộ phim được mua bản và phát sóng song song với nhà đài bên Hàn Quốc trên nền tảng dịch vụ xem phim trực tuyến FPT Play và iQIYI Việt Nam.

## Tóm tắt
Cửu vĩ hồ tên là Lee Yeon (Lee Dong Wook), người đã từ bỏ vị trí thần núi Baekdudaegan để tìm kiếm cô gái ở kiếp trước người đã mang lại cho anh tình yêu đích thực Ah-eum (Jo Bo-ah). Anh đã theo linh hồn của cô đến sông Samdo và trao cho cô ngọc hồ ly làm dấu ấn của để anh có thể phát hiện khi cô đầu thai một lần nữa. Trong khi đó, em trai cùng cha khác mẹ Lee Rang (Kim Bum) bị bỏ lại một mình và ngọn núi cũng không được bảo vệ. Khi người bảo hộ của ngọn núi biến mất, con người đã phóng hỏa trên núi, khiến Rang phải bỏ chạy. Kết quả là, anh đã trả thù lại con người, ngay cả những người vô tội. Yeon sau đó đã tìm Rang, cứ ngỡ như người anh trai đến để đoàn tụ, nhưng Yeon đến để thực hiện lệnh của Thẩm phán thế giới bên kia trừng phạt Rang bằng cái chết. Sau đó, Rang được một người đàn ông bí ẩn cứu giúp. Kể từ đó, anh nảy sinh mối hận thù sâu sắc với anh trai mình vì đã chọn Ah-eum bỏ mặc anh và không bảo vệ ngọn núi. Mặt khác, Yeon sẽ phải làm việc cho Taluipa (Kim Jung-na) để diệt trừ những sinh vật siêu nhiên đe dọa thế giới phàm trần để đổi lấy sự đầu thai của Ah-eum. Trong suốt nhiều thế kỷ, Yeon đã gặp phải vài người giống Ah-eum nhưng những người đó đều không mang trong mình hạt hồ ly.
Ở hiện tại, Yeon sống trong thành phố nơi anh đang được giúp đỡ bởi các thần dân trung thành của mình và người bạn hồ ly Goo Shin-joo (Hwang Hee). Anh tiếp tục những cuộc tìm kiếm và nhiệm vụ theo mệnh lệnh của Taluipa. Rang, với sự trợ giúp của Ki Yoo-ri (Kim Yong-ji), liên tục giết hại con người để làm phiền đến anh trai mình. Khi đang làm nhiệm vụ, Yeon gặp Nam Ji-ah (Jo Bo-ah), một nhà sản xuất thông minh và gan dạ tại đài TVC. Ji-ah giống Ah-eum nhưng dường như không phải là hóa thân của cô lúc đầu. Do sự giống nhau đó, Ji-ah đã được Yeon cứu khi còn nhỏ khỏi một vụ tai nạn xe hơi, có lẽ đã giết chết cha mẹ cô mặc dù không có thi thể nào được tìm thấy. Ji-ah tin rằng cha mẹ cô vẫn còn sống và Yeon là người đã giúp đỡ cô trong việc tìm lại cha mẹ. Sau đó, Yeon đã phát hiện cô là hóa thân của Ah-eum ở kiếp trước khi cô mang trong mình hạt hồ ly (dấu ấn mà Yeon đã trao cho Ah-eum ở kiếp trước). Yeon đã thề sẽ bảo vệ cô bằng mọi giá để cô có thể sống lâu hơn trong kiếp này.

## Diễn viên

### Vai chính
- Lee Dong-wook vai Lee Yeon[3]

Cửu vĩ hồ, cựu thần núi và người giám hộ của Baekdudaegan, người yêu của Ah-eum và là anh trai cùng cha khác mẹ của Lee Rang, người đã thề diệt trừ những sinh vật siêu nhiên làm hại thế giới phàm trần để đổi lấy sự tái sinh của Ah-eum. Sau nhiều thế kỷ tìm kiếm, anh đã tìm thấy hóa thân của Ah-eum ở hiện tại: Nam Ji-ah. Anh thề sẽ bảo vệ Ji-ah bằng mọi giá để cô có thể sống lâu hơn trong kiếp này.
- Jo Bo-ah vai Nam Ji-ah / Ah-eum
  - Park Da-yeon vai Ji-ah / Ah-eum lúc nhỏ

Một nhà sản xuất thông minh và gan dạ tại đài TVC, một công ty chương trình truyền hình, với chương trình hiện tại "Tìm kiếm những câu chuyện ma trong thành phố" kể về những câu chuyện thần thoại đô thị. Cô là hóa thân của Ah-eum, người tình trong quá khứ của Lee Yeon, công chúa bị lưu đày và là người con gái thứ bảy của Nhà vua. Cô đang làm nhiệm vụ tìm kiếm cha mẹ của mình với sự giúp đỡ của Lee Yeon. Đồng thời, cô dần phát hiện ra nguyên thần của Imoogi đã ám lên cô từ kiếp trước, thứ đó đã thức tỉnh trong cô và được triệu hồi về hòn đảo Jang San Got từ khi cô còn trong bụng mẹ, khiến cô được triệu hồi về nơi nửa kia của Imoogi đang ngủ vùi, và con Imoogi trong cô cũng đã thức tỉnh lần thứ hai trong cô tại nơi đây (lần thứ nhất khi bác sĩ tâm lý trị liệu thôi miên cho cô).
- Kim Bum vai Lee Rang[4]
  - Lee Joo-won vai Lee Rang lúc nhỏ

Em trai cùng cha khác mẹ của Lee Yeon, người tìm cách trả thù anh trai mình bằng cách tạo ra những trò nghịch ngợm. Giống như anh trai của mình, anh ta có tốc độ siêu phàm và có thể điều khiển ký ức của một người ngoại trừ việc thay đổi hình dạng chỉ có ở anh ta. Anh ta là một hồ ly mang nửa dòng máu được sinh ra bởi một người mẹ loài người đã bỏ rơi anh ta trong Khu rừng bị bỏ đói. Tại đây, anh bị một hồn ma độc ác tấn công nhưng được Yeon cứu. Anh đã cùng với anh trai của mình lên núi để bắt đầu lại và sống hạnh phúc. Nhưng khi Ah-eum chết, Yeon đã bỏ Baekdudaegan để đi theo cô. Rang bị bỏ lại một mình và ngọn núi cũng không được bảo vệ. Khi người bảo vệ của nó biến mất, con người có thể phóng hỏa trên núi, khiến Rang phải chạy trốn và mang theo nỗi đau bị bỏ rơi. Anh trả thù bằng cách giết hại tất cả mọi người, ngay cả những người vô tội. Anh đoàn tụ với Yeon chỉ để biết rằng anh trai mình sẽ phải trừng phạt anh bằng cái chết theo lệnh của Thẩm phán thế giới bên kia cho những tội ác mà anh đã gây ra. Anh sống sót sau hình phạt này với sự giúp đỡ của một người đàn ông bí ẩn. Kể từ đó, anh sống bằng cách giết hại con người và đánh cược ước với những ước mơ của những người bất hạnh, nhưng ước muốn của họ phải trả bằng cái giá quá đặt, lần lượt gây ra rắc rối cho Yeon.

### Vai phụ
- Kim Jung-nan vai Taluipa, em gái của Vua Yeomra (người cai trị tối cao của thế giới ngầm), vợ của Hyun Eui-ong, người làm việc tại Văn phòng Nhập cư Thế giới bên kia, quản lý danh sách các linh hồn đã chết và giao cho Lee Yeon nhiệm vụ của mình. Cô tỏ ra lạnh lùng nhưng lại có tình cảm mẫu tử nghiêm khắc dành cho Yeon. Cô có một người con trai với chồng mình tên là Bok Gil, người đã chết nhưng không thể tái sinh lần nữa vì anh ta đã tự sát.
- Ahn Gil-kang vai Hyun Eui-ong, người gác cổng sông Samdo, chồng của Taluipa và cha của Bok Gil, người cũng làm việc tại Văn phòng Nhập cư Thế giới bên kia và tóm gọn linh hồn người chết trước khi vào thế giới ngầm. Anh vừa nghe lời vừa sợ vợ.
- Hwang Hee vai Goo Shin-joo, anh là người bạn và người hầu thân cận Lee Yeon, anh cũng là một hồ ly. Anh ấy là một bác sĩ thú y có thể nói chuyện với động vật bằng chiếc vòng cổ của mình. Anh ấy thích Ki Yoo-ri ngay từ lần đầu tiên gặp cô ấy.
- Kim Yong-ji vai Ki Yoo-ri, đồng phạm của Lee Rang, một hồ ly trẻ tuổi đến từ Nga nhưng vẫn có bản năng động vật. Cô đã được Rang cứu từ một vườn thú nơi cô đang bị ngược đãi. Như một cách để trả giá cho việc cứu mạng mình, cô ấy hăng hái thực hiện mệnh lệnh của Rang trong việc gây rắc rối cho kẻ thù của anh ta. Cô giả định danh tính của giám đốc 25 tuổi của Trung tâm thương mại Moze đã chết ở Nepal.[5]
- Lee Tae-ri vai Imoogi / Tae Ri (Terry) / Bok Gil (Con trai của Tal Eui Pa)
  - Kim Tae-yul vai Imoogi lúc nhỏ

Trong phim nếu xem qua có thể thấy anh ấy là một quái vật rắn trong hình dạng con người, kẻ thù của Lee Yeon. Nhiều thế kỷ trước, anh ta được sinh ra trong một hang động nơi mọi người đang chết vì bệnh dịch. Anh ta lấy xác của Vua, cha của Ah-eum, làm vật chủ. Để cứu cha mình, Ah-eum đã cho phép Imoogi trú ngụ trong cơ thể cô để anh gặp Yeon. Anh ta đã bị giết bởi Yeon khi ở trong Ah-eum. Ở thời hiện tại, anh được tái sinh tại đảo Eohwa với sự giúp đỡ của ân nhân bí ẩn và Lee Rang. Khi còn nhỏ, Imoogi đã ăn những người trông trẻ của mình để được trưởng thành một cách nhanh chống. Khi trưởng thành, anh ấy muốn Nam Ji-ah, hóa thân của Ah-eum, làm cô dâu của anh ấy kể từ khi cô ấy ban đầu đã vật tế cho anh ấy. Anh ta cũng muốn đánh bại Yeon một lần nữa. Anh đã tranh thủ sự giúp đỡ của một vị khách bất ngờ để kiểm tra điểm yếu của Yeon: Rang và Ji-ah. Dựa vào lời thoại và tình tiết của nhân vật có người đưa ra giả thuyết khác xoay quanh nhân vật này, bề nổi thì cho rằng Terry là con Imoogi sinh ra trong hang động của người chết và là kẻ chiếm xác của nhà vua, cũng như đã đánh cắp gương mặt của Bok Gil con trai của Tal Eui Pa sau khi tái sinh nhưng về tình tiết về nhân vật con trai của Tal Eui Pa là Bok Gil và thê tử bí ẩn của anh ta. Đã có người cho rằng, thực ra vợ của Bok Gil mới chính là con Imoogi năm đó không thể hoá Rồng (cô dâu bị quỷ bệnh dịch ám) con mãng xà màu trắng sinh ra trong động người chết thực tế không phải là Terry mà là thê tử kiếp trước của anh ấy. Khả năng cao là khi tự sát anh ấy đã dùng linh hồn của mình dung nhập vào linh hồn của Imoogi khiến anh ấy trở thành nửa kia của Imoogi để bảo vệ nó và cùng Imoogi trở thành ác linh lưu lạc suốt ngàn năm, trong chi tiết cuối tập 12 cũng khẳng định rằng Terry không phải Imoogi năm đó đã nhập vào nhà vua và Ah-Eum mà Lee Yeon truy đuổi. Bởi vì nhà làm phim không khai thác gì nhiều về nhân vật này, chỉ có một chút câu chuyện rời rạc được thuật lại. Bản thể của Imoogi ám lên Ji Ah mới chính là con quái vật Rắn năm đó, có lẽ người khiến nó muốn thành tiên hoá Rồng là Bok Gil nhưng bản ngã của số mệnh bi kịch đã khiến cả Imoogi và Bok Gil đều trở nên sa ngã, trở thành tà vật với oán niệm thế gian. Trong cuốn sách mà Terry yêu thích tên là "Diễn Ngôn Của Người Tình: Mảnh Vỡ" mà anh có nhắc tới có đề cập tới việc "Khi tình yêu bị ngược đãi sẽ khiến người ta chịu nỗi đau tâm lý dữ dội và là nguyên nhân dẫn tới việc tự sát hoặc sẽ làm người ta bị biến dạng vĩnh viễn". Điều đó càng chứng minh cho việc Terry là kiếp sau của Bok Gil chứ không phải là Imoogi cướp gương mặt của Bok Gil như anh đã nói với Tal Eui Pa. Khả năng lời nói ấy chỉ là nói dối lấy cớ để anh phủ nhận việc mình Bok Gil. Bởi vì Terry luôn nói rằng anh ấy yêu "cô gái đó" chứ chưa bao giờ chỉ đích danh Ji Ah trong khi mỗi lần muốn làm hại Ji Ah hay người thân cô ấy anh toàn chỉ đích danh. Rõ ràng có thể nhận thấy thứ anh ấy yêu và tân nương thực sự của anh ấy là thứ bên trong Ji Ah chứ không phải cô. Ở tập 15, Lee Yeon cũng nói về việc nửa kia ở bên trong Nam Ji Ah là người mà Terry liều chết bảo vệ, sau đó đưa thuốc mê cho Terry yêu cầu anh lợi dụng chồng của Tal Eui Pa là Hyun Eui Ong đánh tráo thuốc mê nhưng Terry đã không sử dụng thuốc mê mặc dù lọ thuốc vẫn được mang đến, sau khi gặp Terry Tal Eui Pa rõ ràng trước đó có vẻ như đã biết điều gì nhưng trong cuộc đối thoại với Terry lại kinh hãi và như thể không hề biết một chút gì ngay cả thân phận của Imoogi còn hỏi anh là "Tại sao ngươi lại biết Bok Gil của ta?" có thể vì để che giấu thân phận của mình, đơn giản vì mục đích kiếp này đều là sống lại vì Imoogi nên anh ấy đã tráo một loại thuốc quên để giải thoát mẹ mình khỏi nỗi dằn vặt ngàn năm và cũng như đoạn tuyệt con người thực sự của mình, bởi vì hiện tại anh đã trở thành Imoogi, thay "cô gái đó" của anh thực hiện tội ác vì chấp niệm của nó. Nếu theo nhân quả luân hồi, Bok Gil vốn dĩ không thể tái sinh nhưng anh tái sinh nghịch lại vận mệnh trong thân phận của Imoogi nhờ tà thuật của bà đồng nhưng theo giai thoại dân gian, kẻ tự tử chết không thể đầu thai đồng nghĩa không siêu thoát nếu không bị nhốt vào địa ngục mà lưu lạc ở trần gian sẽ hoá thành tà vật, trở thành quỷ và quay trở lại ám ảnh những nơi nó từng đi qua. Và quỷ sẽ bất chấp mọi thứ hoàn thành ý niệm của mình không thể hoàn thành khi còn sống. Ở đây chấp niệm của Bok Gil chính là tình yêu với người vợ của mình, vì rất có thể cô ta mới chính là Imoogi thật sự!

#### Những người xung quanh Nam Ji-ah
- Um Hyo-sup

Chủ tịch của Đài TVC và là ân nhân của Imoogi. Nhiều thế kỷ trước, ông đã phục vụ dưới thời trị vì của cha Ah-eum. Anh cũng đã cứu sống Rang sau khi anh được cho là bị giết bởi Yeon. Ông ta cũng là người đàn ông mặc bộ đồ màu xanh nước biển đã gây ra vụ tai nạn xe hơi cho bố mẹ Nam Ji-ah.
- Jung Yi-seo vai Kim Sae-rom

Một nhà văn và đồng nghiệp của Ji-ah.
- Kim Kang-min vai Pyu Jae-hwan

Trợ lý PD, một thái giám đã giúp đỡ Ah-eum trong tiền kiếp.
- Joo Suk-tae vai Trưởng phòng Choi

Người phải lòng Bok Hye-ja
- Kim Hee-jung vai Lee Young-sun

Mẹ của Nam Ji-ah (tập 1, 8)
- Song Young-kyu vai Nam Jong-soo

Cha của Nam Ji-ah (tập 1, 8)
- Sun Woo Jae Duk vai Vua

Cha của Ah-eum, vật chủ đầu tiên của Imoogi (tập 8)

#### Những sinh vật thần thoại khác
- Kim Soo-jin vai Bok Hye-ja

Chủ của Nhà hàng Cô dâu Ốc, nơi nhóm của Lee Yeon và Nam Ji-ah ở Đài TVC thường dùng bữa. Cô ấy biết tất cả các đấng siêu nhiên trên thế giới
- Lee Si-young vai nhân viên hỗ trợ Bok Hye-ja và phục vụ khách hàng của nhà hàng.
- Woo Hyun vai một linh hồn vật tổ

Xuất hiện với tư cách là một người đàn ông say rượu bí ẩn và ăn mày (tập 1 & 5). Ông ấy xuất hiện lần đầu tại một trạm xe buýt, nơi Nam Ji-ah được cho là sẽ lên một chiếc xe buýt đã gặp tai nạn chết người sau đó. Ông ta khó chịu nắm lấy chân của Ji-ah để ngăn cô ấy lên chiếc xe buýt đấy cũng có nghĩa là cứu mạng cô ấy. Cô tình nguyện cõng ông trở về nhà nhưng lại bị yêu cầu bỏ bên đường. Sau đó, ông vô tình giao cho Rang dẫn đầu để có được Eyebrows of the Tiger
- Lee Kyu-hyung vai Thống đốc / Moon Bear, một trong bốn linh hồn núi và là bạn thân nhất của Lee Yeon (tập 6). Anh đóng vai trò quan trọng trong việc tìm bố mẹ Nam Ji-ah
- Lim Ki-hong vai một thầy bói bí ẩn/ Diêm Vương: người buôn bán những đồ vật quyền năng với thứ quý giá nhất trong cuộc đời của một ai đó (tập 6). Ở những tập cuối lộ ra thân phận thật của ông chính là Diêm Vương, anh trai của Tal Eui Pa. Một trong Thập Điện Diêm La của địa ngục nắm giữ luân hồi của người phàm.
- Lee Jung-min cô dâu che giấu bản thân của mình Vào ngày cưới của mình, Lee Yeon đã truy sát cô để thực hiện hình phạt bằng cái chết cho những tội ác mà cô đã gây ra đối với nhân loại (tập 1)
- Son Woo-hyun vai Jung Hyun-woo, một nhân viên an ninh có hình dạng thật là một bulgasari (tập 2)

#### Đảo Eohwa
- Kim Young-sun vai một pháp sư đã cố hiến tế Nam Ji-ah cho Imoogi (tập 2-3)
- Do Yun-jin vai Seo Pyung-hee, con gái của Seo Ki-chang, Cô là người duy nhất không biến mất một cách bí ẩn trên đảo, Tuy nhiên cô lại là người đã nguyền rủa người bạn cùng đoàn của cha mình với sự giúp đỡ của pháp sư (tập 2-4)
- Maeng Bong-hak vai Seo Ki-chang, cha của Seo Pyung-hee, người đã bị sát hại (tập 2-3)
- Ji Heon-il vai Jin-Sik, một ngư dân (tập 2-3)
- Jang Yong-chul vai một ngư dân (tập 2-3)
- Keum Dong-hyun vai một ngư dân (tập 2-3)
- Kim Gui-seon vai thuyền trưởng tàu đánh cá (tập 2-3)
- Kim Sun-yool một thần núi bị trói vào cây (tập 2-3)
- Joo Boo-jin vai một người phụ nữ lớn tuổi (tập  2-3)
- Park Seung-tae vai một người phụ nữ lớn tuổi (tập 2-3)

### Khách mời xuất hiện đặc biệt
- Jung Si-yul vai Kim Soo-oh

Một cậu bé là hóa thân của Geomdoong, chú cún con được Lee Rang nuôi dưỡng và được anh trai Lee Yeon tặng cho anh. Chú chó chết do một đám cháy do con người đốt trên núi cách đây 600 năm. Soo-oh lần đầu tiên xuất hiện ở công viên và gặp Lee Yeon. Sau đó, Soo-oh tìm thấy Eyebrows of the Tiger dưới dạng chiếc kính có thể khiến người đeo nó nhìn thấy tiền kiếp của người khác. Lee Rang lấy nó từ cậu và khi đeo, anh phát hiện ra Soo-oh thực sự là hóa thân của Geomdoong yêu quý của anh ta (tập 1, 7, & 8)
- Chu Ye-jin vai Jung Soo-young, một học sinh 17 tuổi, người duy nhất sống sót sau một vụ tai nạn xe buýt chết người tại Yeou Gogae, sau đó biến thành Lee Rang như hình dạng thật của cô. Soo-young thật đã bị giết (ăn thịt)  bởi Rang (tập 1)
- Jang Eui-don một hành khách xe buýt chết trong vụ tai nạn, chồng (tập 1)
- Yoon Tae-hee một hành khách xe buýt đã chết trong vụ tai nạn, vợ (tập 1)
- Kim Hwan-young con trai của hành khách trên xe buýt. Trước đây anh đã gặp Lee Rang tại một đài phun nước ước muốn ở Moze Department Store (tập 1)
- Yu Jun-won là thành viên gia đình của một trong những hành khách đã qua đời trên xe buýt (tập 1)
- Choi Sung-woong bảo vệ nhà tang lễ (tập 1)
- Lee Taek-geun chú rể của cô dâu gumiho (tập 1)
- Son Dong-hwa chú rể ở phòng kế bên (tập 1)
- Jang Won-hyung ai Baek Si-woo, thám tử điều tra vụ tai nạn xe buýt ở Yeou Gogae khiến 5 người thiệt mạng (tập 1)
- Choi Seung-il vai cha của Ki Yoo-ri thật (tập 4)
- Oh Jung-won vai mẹ của Ki Yoo-ri thật (tập 4)
- Lee Ye-bit vai Min-seo, một hồn ma (tập 4-5)
- Jung Ah-young vai Yeon-seo, một hồn ma (tập 4-5)
- Park No-shik vai bố của Min-seo & Yeon-seo (tập 5)
- Kim Nak-gyoon vai chú của Min-seo & Yeon-seo (tập 5)
- Jang Young-hyeon nhân viên bán đồng hồ tại Bretannon (tập 5)
- Jo Hyun-im một người trông trẻ (tập 5)
- Seo Jin-won vai Seo Hwan-ho, cầu thủ bóng chày đánh đập một chú chó (tập 5)
- No Seong-eun vai No Hae-sung, cầu thủ bóng chày đánh đập một chú chó (tập 5)
- Han Chang-hun vai Han Tae-soo, cầu thủ bóng chày đánh đập một chú chó (tập 5)
- Shin Ji-Yeon một người trông trẻ, bữa ăn cuối cùng của Imoogi trước khi trở thành người lớn (tập 7)
- Park Su-yeon vai mẹ của Lee Rang, người đã phẫn uất khi sinh con của một gumiho (tập 7-8)
- Kim Young-sun vai Bác sĩ tâm lý Choi, bạn của mẹ Nam Ji-ah. Cô đã tạo điều kiện cho Ji-ah tham gia buổi trị liệu thôi miên khi cô mới 9 tuổi (tập 8)
- Kim Hyo-myung vai cha dượng của Kim Soo-oh (tập 11)

## Sản xuất
Bạn trai tôi là Hồ Ly đánh dấu sự trở lại màn ảnh nhỏ của Kim Bum sau 4 năm.

## Nhạc phim
Phần 1
| Phát hành vào 7 tháng 10 năm 2020 | Phát hành vào 7 tháng 10 năm 2020 | Phát hành vào 7 tháng 10 năm 2020 | Phát hành vào 7 tháng 10 năm 2020 | Phát hành vào 7 tháng 10 năm 2020 | Phát hành vào 7 tháng 10 năm 2020 |
| STT                               | Nhan đề                           | Phổ lời                           | Phổ nhạc                          | Nghệ sĩ                           | Thời lượng                        |
| --------------------------------- | --------------------------------- | --------------------------------- | --------------------------------- | --------------------------------- | --------------------------------- |
| 1.                                | "Blue Moon"                       | Jayins                            | Jayins Naiv                       | Kim Jong-wan (Nell)               | 3:37                              |
| 2.                                | "Blue Moon" (Inst.)               |                                   | Jayins Naiv                       |                                   | 3:37                              |
| Tổng thời lượng:                  | Tổng thời lượng:                  | Tổng thời lượng:                  | Tổng thời lượng:                  | Tổng thời lượng:                  | 7:14                              |

Phần 2
| Phát hành vào 15 tháng 10 năm 2020 | Phát hành vào 15 tháng 10 năm 2020 | Phát hành vào 15 tháng 10 năm 2020 | Phát hành vào 15 tháng 10 năm 2020 | Phát hành vào 15 tháng 10 năm 2020 | Phát hành vào 15 tháng 10 năm 2020 |
| STT                                | Nhan đề                            | Phổ lời                            | Phổ nhạc                           | Nghệ sĩ                            | Thời lượng                         |
| ---------------------------------- | ---------------------------------- | ---------------------------------- | ---------------------------------- | ---------------------------------- | ---------------------------------- |
| 1.                                 | "I'll Be There"                    | Dailog                             | Dailog                             | Shownu (Monsta X)                  | 3:28                               |
| 2.                                 | "I'll Be There" (Inst.)            |                                    | Dailog                             |                                    | 3:28                               |
| Tổng thời lượng:                   | Tổng thời lượng:                   | Tổng thời lượng:                   | Tổng thời lượng:                   | Tổng thời lượng:                   | 6:56                               |

Phần 3
| Phát hành vào 22 tháng 10 năm 2020 | Phát hành vào 22 tháng 10 năm 2020       | Phát hành vào 22 tháng 10 năm 2020 | Phát hành vào 22 tháng 10 năm 2020       | Phát hành vào 22 tháng 10 năm 2020 | Phát hành vào 22 tháng 10 năm 2020 |
| STT                                | Nhan đề                                  | Phổ lời                            | Phổ nhạc                                 | Nghệ sĩ                            | Thời lượng                         |
| ---------------------------------- | ---------------------------------------- | ---------------------------------- | ---------------------------------------- | ---------------------------------- | ---------------------------------- |
| 1.                                 | "Moonchild Ballad" (월아연가 (月兒戀歌)) | DANI Park Geun-chul Jung Su-min    | Hong Dae-sung Park Geun-chul Jung Su-min | LYn                                | 4:23                               |
| 2.                                 | "Moonchild Ballad" (Inst.)               |                                    | Hong Dae-sung Park Geun-chul Jung Su-min |                                    | 4:23                               |
| Tổng thời lượng:                   | Tổng thời lượng:                         | Tổng thời lượng:                   | Tổng thời lượng:                         | Tổng thời lượng:                   | 8:46                               |

Phần 4
| Phát hành vào 29 tháng 10 năm 2020 | Phát hành vào 29 tháng 10 năm 2020                                                                   | Phát hành vào 29 tháng 10 năm 2020 | Phát hành vào 29 tháng 10 năm 2020 | Phát hành vào 29 tháng 10 năm 2020 | Phát hành vào 29 tháng 10 năm 2020 |
| STT                                | Nhan đề                                                                                              | Phổ lời                            | Phổ nhạc                           | Nghệ sĩ                            | Thời lượng                         |
| ---------------------------------- | --- | ---------------------------------- | ---------------------------------- | ---------------------------------- | ---------------------------------- |
| 1.                                 | "Diary of Dawn" (새벽일기)                                                                           | DANI Park Geun-chul Jung Su-min    | Park Geun-chul Jung Su-min         | Yang Da-il                         | 4:45                               |
| 2.                                 | "Diary of Dawn" (Inst.)                                                                              |                                    | Park Geun-chul Jung Su-min         |                                    | 4:45                               |
| 3.                                 | "The Legend of the Fox - Tale of the Nine Tailed Opening Title" (여우 전설 (구미호뎐 Opening Title)) |                                    | Hong Dae-sung                      |                                    | 1:00                               |
| 4.                                 | "Moonchild Ballad - Score Version" (월아연가 (Score Ver.))                                           |                                    | Hong Dae-sung                      |                                    | 4:17                               |
| 5.                                 | "Parting at the River of Three Crossings" (삼도천의 이별)                                            |                                    | Hong Dae-sung                      |                                    | 5:15                               |
| 6.                                 | "The Fox's Wedding Day (Lee Yeon Theme Song)" (여우가 시집 가는 날 (이연 테마))                      |                                    | Hong Dae-sung                      |                                    | 1:34                               |
| 7.                                 | "The Uninvited" (불청객)                                                                             |                                    | Hong Dae-sung                      |                                    | 3:12                               |
| 8.                                 | "I Waited For You" (나는 너를 기다렸어)                                                              |                                    | Hong Dae-sung                      |                                    | 1:26                               |
| 9.                                 | "The Nine Tailed Fox" (구미호)                                                                       |                                    | Hong Dae-sung                      |                                    | 1:44                               |
| 10.                                | "Lightning Bugs" (반딧불이)                                                                          |                                    | Hong Dae-sung                      |                                    | 2:53                               |
| Tổng thời lượng:                   | Tổng thời lượng:                                                                                     | Tổng thời lượng:                   | Tổng thời lượng:                   | Tổng thời lượng:                   | 30:51                              |

Phần 5
| Phát hành vào 5 tháng 11 năm 2020 | Phát hành vào 5 tháng 11 năm 2020  | Phát hành vào 5 tháng 11 năm 2020 | Phát hành vào 5 tháng 11 năm 2020 | Phát hành vào 5 tháng 11 năm 2020 | Phát hành vào 5 tháng 11 năm 2020 |
| STT                               | Nhan đề                            | Phổ lời                           | Phổ nhạc                          | Nghệ sĩ                           | Thời lượng                        |
| --------------------------------- | ---------------------------------- | --------------------------------- | --------------------------------- | --------------------------------- | --------------------------------- |
| 1.                                | "Leaning On You" (비스듬히 너에게) | Shim Hyun-bo                      | Shim Hyun-bo                      | Sung Si-kyung                     | 4:02                              |
| 2.                                | "Leaning On You" (Inst.)           |                                   | Shim Hyun-bo                      |                                   | 4:02                              |
| Tổng thời lượng:                  | Tổng thời lượng:                   | Tổng thời lượng:                  | Tổng thời lượng:                  | Tổng thời lượng:                  | 8:04                              |

Phần 6
| Phát hành vào 6 tháng 11 năm 2020 | Phát hành vào 6 tháng 11 năm 2020                       | Phát hành vào 6 tháng 11 năm 2020 | Phát hành vào 6 tháng 11 năm 2020 | Phát hành vào 6 tháng 11 năm 2020 | Phát hành vào 6 tháng 11 năm 2020 |
| STT                               | Nhan đề                                                 | Phổ lời                           | Phổ nhạc                          | Nghệ sĩ                           | Thời lượng                        |
| --------------------------------- | ------------------------------------------------------- | --------------------------------- | --------------------------------- | --------------------------------- | --------------------------------- |
| 1.                                | "Love Already Bloomed in My Heart" (그대가 꽃이 아니면) | Howl Park Geun-chul Jung Su-min   | Park Geun-chul Jung Su-min Howl   | Hynn                              | 3:42                              |
| 2.                                | "Love Already Bloomed in My Heart" (Inst.)              |                                   | Park Geun-chul Jung Su-min Howl   |                                   | 3:42                              |
| Tổng thời lượng:                  | Tổng thời lượng:                                        | Tổng thời lượng:                  | Tổng thời lượng:                  | Tổng thời lượng:                  | 7:24                              |

Phần 7
| Phát hành vào 19 tháng 11 năm 2020 | Phát hành vào 19 tháng 11 năm 2020 | Phát hành vào 19 tháng 11 năm 2020 | Phát hành vào 19 tháng 11 năm 2020 | Phát hành vào 19 tháng 11 năm 2020 | Phát hành vào 19 tháng 11 năm 2020 |
| STT                                | Nhan đề                            | Phổ lời                            | Phổ nhạc                           | Nghệ sĩ                            | Thời lượng                         |
| ---------------------------------- | ---------------------------------- | ---------------------------------- | ---------------------------------- | ---------------------------------- | ---------------------------------- |
| 1.                                 | "Stay With Me"                     | Dinner Coat                        | Dinner Coat                        | YooA (Oh My Girl)                  | 3:27                               |
| 2.                                 | "Stay With Me" (Inst.)             |                                    | Dinner Coat                        |                                    | 3:27                               |
| Tổng thời lượng:                   | Tổng thời lượng:                   | Tổng thời lượng:                   | Tổng thời lượng:                   | Tổng thời lượng:                   | 6:54                               |

Phần 8
| Phát hành vào 26 tháng 11 năm 2020 | Phát hành vào 26 tháng 11 năm 2020 | Phát hành vào 26 tháng 11 năm 2020 | Phát hành vào 26 tháng 11 năm 2020      | Phát hành vào 26 tháng 11 năm 2020 | Phát hành vào 26 tháng 11 năm 2020 |
| STT                                | Nhan đề                            | Phổ lời                            | Phổ nhạc                                | Nghệ sĩ                            | Thời lượng                         |
| ---------------------------------- | ---------------------------------- | ---------------------------------- | --------------------------------------- | ---------------------------------- | ---------------------------------- |
| 1.                                 | "My Destiny"                       | Dinner Coat Dong Woo-seok          | Dinner Coat Dong Woo-seok Yoo Jung-hyun | Miyeon ((G)I-DLE)                  | 3:38                               |
| 2.                                 | "My Destiny" (Inst.)               |                                    | Dinner Coat Dong Woo-seok Yoo Jung-hyun |                                    | 3:38                               |
| Tổng thời lượng:                   | Tổng thời lượng:                   | Tổng thời lượng:                   | Tổng thời lượng:                        | Tổng thời lượng:                   | 7:16                               |

## Tỷ lệ người xem
| Mùa | Mùa | Số tập | Số tập | Số tập | Số tập | Số tập | Số tập | Số tập | Số tập | Số tập | Số tập | Số tập | Số tập | Số tập | Số tập | Số tập | Số tập | Trung bình |
| Mùa | Mùa | 1      | 2      | 3      | 4      | 5      | 6      | 7      | 8      | 9      | 10     | 11     | 12     | 13     | 14     | 15     | 16     | Trung bình |
| --- | --- | ------ | ------ | ------ | ------ | ------ | ------ | ------ | ------ | ------ | ------ | ------ | ------ | ------ | ------ | ------ | ------ | ---------- |
|     | 1   | 1.514  | 1.539  | 1.460  | 1.415  | 1.467  | 1.247  | 1.287  | 1.493  | 1.501  | 1.239  | 1.348  | 1.589  | 1.350  | 1.411  | 1.442  | 1.657  | 1.441      |

| 1 | 7 tháng 10 năm 2020  | 5.804% (1st) | 6.479% (1st) |
| 2 | 8 tháng 10 năm 2020  | 5.557% (1st) | 6.222% (1st) |
| 3 | 14 tháng 10 năm 2020 | 5.588% (1st) | 5.988% (1st) |
| 4 | 15 tháng 10 năm 2020 | 5.511% (1st) | 6.075% (1st) |
| 5 | 21 tháng 10 năm 2020 | 5.100% (1st) | 5.352%(1st)  |
| 6 | 22 tháng 10 năm 2020 | 4.962% (1st) | 5.800% (1st) |
| 7 | 28 tháng 10 năm 2020 | 4.789% (1st) | 5.433% (1st) |
| 8 | 29 tháng 10 năm 2020 | 5.137% (1st) | 5.666% (1st) |
| 9 | 4 tháng 11 năm 2020  | 5.115% (1st) | 5.623% (1st) |
| 10 | 5 tháng 11 năm 2020  | 4.735% (1st) | 4.539% (1st) |
| 11 | 11 tháng 11 năm 2020 | 4.863% (1st) | 5.010% (1st) |
| 12 | 12 tháng 11 năm 2020 | 5.318% (1st) | 5.828% (1st) |
| 13 | 25 tháng 11 năm 2020 | 5.195% (1st) | 6.275% (1st) |
| 14 | 26 tháng 11 năm 2020 | 5.160% (1st) | 5.923% (1st) |
| 15 | 02 tháng 12 năm 2020 | 5.224% (1st) | 6.082% (1st) |
| 16 | 03 tháng 12 năm 2020 | 5.785% (1st) | 6.436% (1st) |
| Trung bình | Trung bình           | 5.286%       | 5.810%       |
| - Trong bảng trên đây, số màu xanh biểu thị cho tỷ lệ người xem thấp nhất và số màu đỏ biểu thị cho tỷ lệ người xem cao nhất. - Bộ phim này được phát sóng trên hệ thống các kênh truyền hình cáp/trả phí nên số lượng người xem thấp hơn so với truyền hình miễn phí (ví dụ như KBS, SBS, MBC hay EBS). |                      |              |              |

## Phát hành
Áp phích của bộ phim được Lee Dong-wook và Jo Bo-ah chia sẻ vào ngày 9 tháng 9 năm 2020, với tên gọi "Rhapsody of intense affection".
Bộ phim được ấn định ngày phát sóng vào ngày 7 tháng 10 trên đài tvN.

## Phát sóng quốc tế
Bộ phim được phát sóng trên nền tảng dịch vụ xem phim trực tuyến iQIYI với phụ đề đa ngôn ngữ tại Đông Nam Á và Đài Loan.
Bộ phim cũng có sẵn trên các nền tảng ứng dụng xem phim như Viu, WeTV và Viki Rakuten.